# Domaine de Takatō

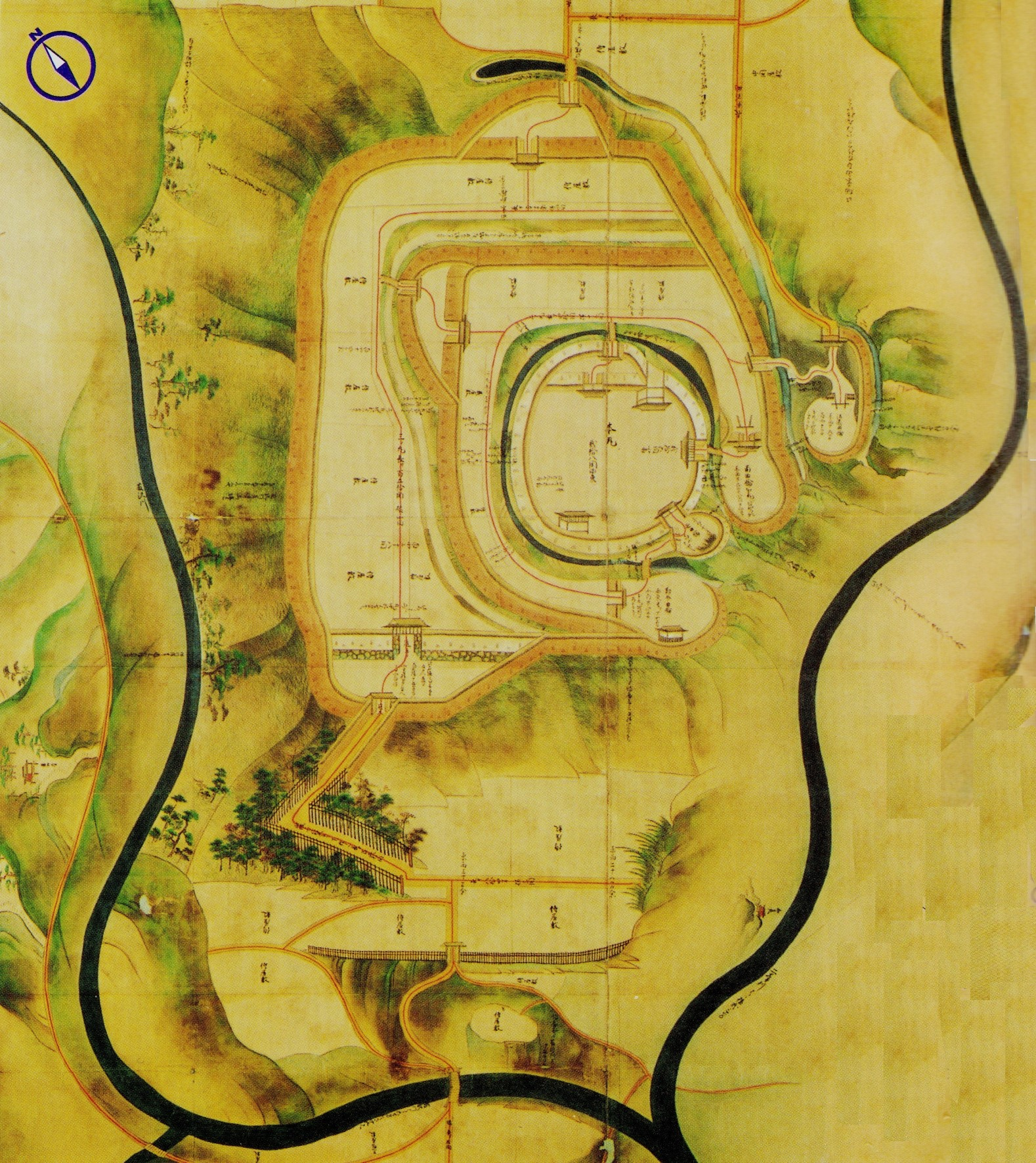
Plan du château de Takatō, centre administratif du domaine de Takatō.

Le domaine de Takatō (高遠藩, Takatō-han) est un domaine féodal japonais de l'époque d'Edo situé au sud de la province de Shinano et dont la capitale se trouve au château de Takatō, dans ce qui est à présent la ville d'Ina, préfecture de Nagano.

## Histoire
Le territoire est d'abord constitué à l'époque Sengoku sous le nom de « Takatō » par Yoritsugu Takatō (mort en 1552). Après la chute du château aux mains de Shingen Takeda à l'issue du siège de Takatō de 1545, le vainqueur le donne à l'un de ses fils, Nishina Morinobu. Takatō passe ensuite sous le contrôle de Hoshina Masatoshi, un obligé de Tokugawa Ieyasu, à la suite de la défaite et à la destruction conséquente du clan Takeda après le deuxième siège de Takatō en 1582.
Le territoire devient officiellement un han (domaine féodal) à la suite de la bataille de Sekigahara en 1600 et à l'établissement du shogunat Tokugawa en 1603. Hoshina Masamitsu, petit-fils de Masatoshi, devient le premier daimyo de Takatō de la période Edo et le domaine est officiellement classé avec des revenus de 25 000 koku. Masamitsu élève comme le sien un fils illégitime du shogun Hidetada Tokugawa sous le nom Hoshina Masayuki et reçoit pour cela une récompense sous la forme d'une augmentation de 5 000 koku de la valeur de son domaine en 1618. À la mort de Hidetada en 1632, Masayuki est fait daimyō du domaine de Yamagata dans la province de Dewa en 1636 avec des revenus de 200 000 koku.
Torii Tadaharu le remplace comme daimyō de Takatō avec un revenu de 32 000 koku. Mais le daimyo suivant, Torii Tadanori, meurt par accident au château d'Edo en 1689, laissant la succession du clan aux mains du shogunat. Tadahide Torii, le successeur de Tadanori dans la famille, reçoit un fief de 10 000 koku, le domaine de Shimomura dans la province de Noto. En conséquence, Takatō est brièvement administré directement par le shogunat jusqu'en 1691 quand Naitō Kiyokazu quitte son domaine de Tondabayashi dans la province de Settsu pour devenir daimyō de Takatō. Les problèmes financiers du domaine commencent avec le daimyō suivant, Yorinori Naitō, qui met en œuvre réformes et innovations pour améliorer la situation. Le scandale Ejima-Ikushima survient vers cette même époque, avec pour conséquence qu'un consort du shogunat nommé Ejima, banni de la cour d'Edo, est retenu prisonnier à Takatō.
Yoriyasu Naitō, le septième daimyō Naitō de Takatō, entreprend de nombreux programmes de développement, y compris un marché d'échanges, une plantation de mûriers directement gérée par le domaine, des institutions éducatives et des projets d'amélioration du rendement des terres. Mais ces changements entraînent de nombreuses révoltes paysannes, facteur d'instabilité dans le royaume.
À l'époque du Bakumatsu, Yorinao Naitō, le dernier daimyō, fonde une école han et prend part aux campagnes du domaine de Chōshū. Mais pendant la guerre de Boshin de 1868, Naitō se range du côté de l'armée gouvernementale nouvellement créée de l'ère Meiji, contre les derniers soutiens du shogunat.
Naitō reste gouverneur de Takatō quand les terres sont officiellement cédées à l'empereur Meiji. Les domaines sont abolis en 1871 et Takatō devient la préfecture de Takatō puis est intégrée dans la préfecture de Tsukama et finalement l'actuelle préfecture de Nagano.

## Possessions à la fin de l'époque d'Edo
Comme la plupart des domaines japonais, Takatō est composé de plusieurs territoires discontinus dont la valeur kokudaka est fondée sur une estimation périodique du potentiel agricole,.
- Province de Shinano
  - 8 villages dans le district de Chikuma
  - 80 villages dans le district d'Ina

## Liste des daimyōs
| #                              | Nom                          | Règne     | Titre de courtoisie           | Rang de cour            | Kokudaka             | Notes                                       |
| ------------------------------ | ---------------------------- | --------- | ----------------------------- | ----------------------- | -------------------- | ------------------------------------------- |
| Clan Hoshina (fudai) 1600-1636 |                              |           |                               |                         |                      |                                             |
| 1                              | Hoshina Masamitsu (保科正光) | 1600-1631 | Bungo-no-kami (肥後守)        | 5e inférieur (従五位下) | 25 000 → 30 000 koku | Transféré depuis le domaine de Tako         |
| 2                              | Hoshina Masayuki (保科正之)  | 1631-1636 | Ukon-no-ue-chujo (左近衛中将) | 4e inférieur (従四位下) | 30 000 koku          | Transféré au domaine de Yamagata            |
| Clan Torii (fudai) 1636-1689   |                              |           |                               |                         |                      |                                             |
| 1                              | Torii Tadaharu (鳥居忠春)    | 1636-1663 | Shuzen-no-kami (主膳正)       | 5e inférieur (従五位下) | 32 000 koku          | Transféré depuis le domaine de Yamagata     |
| 2                              | Torii Tadaharu (鳥居忠則)    | 1663-1689 | Sakyo-no-suke (左京亮)        | 5e inférieur (従五位下) | 32 000 koku          | Transféré au domaine de Shimomura           |
|                                | Tenryō                       | 1629-1668 |                               |                         |                      |                                             |
| Clan Naitō (fudai) 1691-1871   |                              |           |                               |                         |                      |                                             |
| 1                              | Naitō Kiyokazu (内藤清枚)    | 1691-1714 | Tango-no-kami (丹後守)        | 5e inférieur (従五位下) | 33 000 koku          | Transféré depuis le domaine de Tondabayashi |
| 2                              | Naitō Kiyonori (内藤頼卿)    | 1714-1735 | Iga-no-kami (伊賀守)          | 5e inférieur (従五位下) | 33 000 koku          |                                             |
| 3                              | Naitō Yoriyuki (内藤頼由)    | 1735-1776 | Yamato-no-kami (大和守)       | 5e inférieur (従五位下) | 33 000 koku          |                                             |
| 4                              | Naitō Yoritaka (内藤頼尚)    | 1776-1776 | Iga-no-kami (伊賀守)          | 5e inférieur (従五位下) | 33 000 koku          |                                             |
| 5                              | Naitō Yoriyoshi (内藤長好)   | 1776-1791 | Yamato-no-kami (大和守)       | 5e inférieur (従五位下) | 33 000 koku          |                                             |
| 6                              | Naitō Yorimochi (内藤頼以)   | 1791-1820 | Yamato-no-kami (大和守)       | 5e inférieur (従五位下) | 33 000 koku          |                                             |
| 7                              | Naitō Yoriyasu (内藤頼寧)    | 1820-1859 | Yamato-no-kami (大和守)       | 5e inférieur (従五位下) | 33 000 koku          |                                             |
| 8                              | Naitō Yorinao (内藤頼直)     | 1859-1871 | Yamato-no-kami (大和守)       | 5e inférieur (従五位下) | 33 000 koku          |                                             |

## Source de la traduction
- (en) Cet article est partiellement ou en totalité issu de l’article de Wikipédia en anglais intitulé « Takatō Domain » (voir la liste des auteurs).

1. ↑  Jeffrey Mass et William B. Hauser, The Bakufu in Japanese History, 1987 (lire en ligne), p. 150.
2. ↑  George Elison et L. Smith Bardwell, Warlords, Artists, & Commoners: Japan in the Sixteenth Century, 1987 (lire en ligne), p. 18.
3. ↑  Edmond Papinot (Papinot, 2003), Dictionnaire d’histoire et de géographie du Japon, 1906. « Hoshina » [PDF], sur www.unterstein.net (consulté le 7 février 2020), p. 11-12.
4. ↑  Papinot, 2003. « Torii » [PDF], sur www.unterstein.net (consulté le 7 février 2020), p. 65.
5. ↑  Papinot, 2003. « Naitō » [PDF], sur www.unterstein.net (consulté le 7 février 2020), p. 40.